# Aleksej Sapogov
Aleksej Viktorovič Sapogov (in russo Алексей Викторович Сапогов?; Leninsk-Kuzneckij, 2 aprile 1988) è un ex calciatore russo, di ruolo attaccante.

## Carriera
Ha giocato nella massima serie dei campionati russo e lettone.